# Floriano Bodini
Pour les articles homonymes, voir Bodini.
Floriano Bodini (né le 8 janvier 1933 à Gemonio, dans la province de Varèse, en Lombardie et mort le 2 juillet 2005 à Milan) était un sculpteur italien contemporain.

## Biographie
Floriano Bodini fréquente le lycée artistique de Milan et l'Académie des beaux-arts de Brera, où il est l'élève de Francesco Messina.
Dans le milieu des années 1950, il fait partie, avec Giuseppe Guerreschi (it), Marco Vaglieri, Bepi Romagnoni, Mino Ceretti, Gianfranco Ferroni (it) et Giuseppe Banchieri, du groupe d'artistes milanais du « réalisme existentiel. »
Ses œuvres, empreintes d'une grande force expressive et dramatique, expriment l'inquiétude de l'existence.

## Sources
- (it) Cet article est partiellement ou en totalité issu de l’article de Wikipédia en italien intitulé « Floriano Bodini » (voir la liste des auteurs).